# Matad, Dornod
Matad (tiếng Mông Cổ: Матад) là một sum của tỉnh Dornod tại miền đông Mông Cổ. Vào năm 2009, dân số của sum là 2.526 người và mật độ dân số là 0,11 người/km².

## Địa lý
Sum có diện tích khoảng 22.831 km2. Trung tâm sum, Zuunbulag, nằm cách tỉnh lị Choibalsan 120 km và cách thủ đô Ulaanbaatar 720 km.
Sum này rất giàu đồng, molypden, dầu và vật liệu xây dựng.

### Khí hậu
Matad có khí hậu bán khô hạn (Phân loại khí hậu Köppen BSk) với mùa hè ấm áp và mùa đông lạnh giá. Hầu hết lượng mưa rơi vào mùa hè, với một chút tuyết vào mùa thu và mùa xuân. Mùa đông rất khô.
| Dữ liệu khí hậu của Matad                | Dữ liệu khí hậu của Matad | Dữ liệu khí hậu của Matad | Dữ liệu khí hậu của Matad | Dữ liệu khí hậu của Matad | Dữ liệu khí hậu của Matad | Dữ liệu khí hậu của Matad | Dữ liệu khí hậu của Matad | Dữ liệu khí hậu của Matad | Dữ liệu khí hậu của Matad | Dữ liệu khí hậu của Matad | Dữ liệu khí hậu của Matad | Dữ liệu khí hậu của Matad | Dữ liệu khí hậu của Matad |
| Tháng                                    | 1                         | 2                         | 3                         | 4                         | 5                         | 6                         | 7                         | 8                         | 9                         | 10                        | 11                        | 12                        | Năm                       |
| ---------------------------------------- | ------------------------- | ------------------------- | ------------------------- | ------------------------- | ------------------------- | ------------------------- | ------------------------- | ------------------------- | ------------------------- | ------------------------- | ------------------------- | ------------------------- | ------------------------- |
| Cao kỉ lục °C (°F)                       | 2.5 (36.5)                | 7.9 (46.2)                | 20.7 (69.3)               | 27.5 (81.5)               | 37.1 (98.8)               | 40.8 (105.4)              | 40.2 (104.4)              | 39.4 (102.9)              | 36.5 (97.7)               | 28.2 (82.8)               | 16.0 (60.8)               | 3.0 (37.4)                | 40.8 (105.4)              |
| Trung bình ngày tối đa °C (°F)           | −14.5 (5.9)               | −10.0 (14.0)              | −1.1 (30.0)               | 10.2 (50.4)               | 18.4 (65.1)               | 24.0 (75.2)               | 26.3 (79.3)               | 24.5 (76.1)               | 17.8 (64.0)               | 9.1 (48.4)                | −3.1 (26.4)               | −11.0 (12.2)              | 7.6 (45.6)                |
| Trung bình ngày °C (°F)                  | −20.8 (−5.4)              | −18.3 (−0.9)              | −8.6 (16.5)               | 2.6 (36.7)                | 11.4 (52.5)               | 17.9 (64.2)               | 20.5 (68.9)               | 18.3 (64.9)               | 10.8 (51.4)               | 1.7 (35.1)                | −9.6 (14.7)               | −17.7 (0.1)               | 0.7 (33.2)                |
| Tối thiểu trung bình ngày °C (°F)        | −24.4 (−11.9)             | −21.9 (−7.4)              | −13.9 (7.0)               | −4.6 (23.7)               | 3.1 (37.6)                | 10.3 (50.5)               | 13.7 (56.7)               | 11.9 (53.4)               | 4.8 (40.6)                | −4.2 (24.4)               | −13.9 (7.0)               | −20.8 (−5.4)              | −5.0 (23.0)               |
| Thấp kỉ lục °C (°F)                      | −41.5 (−42.7)             | −40.7 (−41.3)             | −34 (−29)                 | −19.2 (−2.6)              | −11.0 (12.2)              | −0.9 (30.4)               | 4.4 (39.9)                | 1.4 (34.5)                | −6.6 (20.1)               | −20.2 (−4.4)              | −30.9 (−23.6)             | −37.9 (−36.2)             | −41.5 (−42.7)             |
| Lượng Giáng thủy trung bình mm (inches)  | 1.9 (0.07)                | 2.3 (0.09)                | 3.1 (0.12)                | 7.0 (0.28)                | 13.7 (0.54)               | 31.7 (1.25)               | 41.8 (1.65)               | 50.4 (1.98)               | 23.8 (0.94)               | 8.5 (0.33)                | 3.9 (0.15)                | 2.4 (0.09)                | 190.5 (7.49)              |
| Số ngày giáng thủy trung bình (≥ 1.0 mm) | 0.6                       | 1.1                       | 1.0                       | 2.2                       | 3.6                       | 6.7                       | 10.4                      | 12.4                      | 5.4                       | 1.6                       | 1.1                       | 0.9                       | 47                        |
| Nguồn: NOAA (1975-1990)                  |                           |                           |                           |                           |                           |                           |                           |                           |                           |                           |                           |                           |                           |

## Kinh tế
Sum có một trường học, một bệnh viện, một bệnh viện và một trung tâm văn hóa-thương mại. Mỏ than Khuut trên địa bàn có trữ lượng than lên tới 294,2 triệu tấn than nâu.

## Người nổi tiếng
- Tsendiin Damdinsüren, người sáng tác quốc ca Mông Cổ